# Mindi
Mindi foi o último Imperador da China da Dinastia Jin Ocidental, conhecida por Período de Desunião. Reinou entre 313 e 316, foi antecedido no trono pelo seu tio, o imperador Huaidi, e seguido pelo primeiro imperador da Dinastia Jin Oriental.